# Формула-1 — Гран-прі Мехіко 2025
Гран-прі Мехіко 2025 (офіційно — Formula 1 Gran Premio de la Ciudad de México 2025) — автоперегони чемпіонату світу з Формули-1, які відбудуться 26 жовтня 2025 року. Гонка буде проведена на Автодромі імені братів Родрігес у Мехіко, Мексика. Це двадцятий етап Чемпіонату світу, двадцять шосте Гран-прі Мексики/Мехіко в історії та двадцять п'яте в рамках Чемпіонату світу з Формули-1.

## Розклад закиївським часом
| Дата      | Подія           | Час           |
| --------- | --------------- | ------------- |
| 24 жовтня | Вільний заїзд 1 | 21:30 - 22:30 |
| 25 жовтня | Вільний заїзд 2 | 01:00 - 02:00 |
| 25 жовтня | Вільний заїзд 3 | 20:30 - 21:30 |
| 26 жовтня | Кваліфікація    | 00:00 - 01:00 |
| 26 жовтня | Перегони        | 22:00         |
| Джерело:  |                 |               |